# 鉄西広場駅
鉄西広場駅（てっせいひろば-えき）は中華人民共和国遼寧省瀋陽市鉄西区に位置する瀋陽地下鉄1号線ならびに9号線の駅である。

## 駅構造
島式ホーム1面2線の地下駅で、ホームドア設置駅。出口はA・B・Cの3箇所ある。
のりば
駅北側から、
| ■1号線 | 于洪広場・十三号街方面         |
| ■1号線 | 瀋陽駅・青年大街・黎明広場方面 |

## 駅周辺
- 瀋陽市公安局鉄西分局
- 鉄西百貨
- 西都商場
- 日新超市
- 康楽園
- 和諧園
- 瀋陽市第七十九中学
- 貴和小学
- 太陽小学

## 歴史
- 2010年9月27日 - 開業。

## 隣の駅
瀋陽地下鉄
■1号線
保工街駅 - 鉄西広場駅 - 雲峰北街駅